# ناحية كوراني
ناحية كوراني (بالفارسية: بخش کرانی) هي ناحية في مقاطعة بيجار التابعة لمحافظة كردستان في إيران. في تعداد عام 2006، كان عدد سكانها 14,271 نسمة في 3,409 عائلة. فيها مدينة واحدة: ياسوكند، وثلاث أقسام ريفية هي: وقسم غرغين الريفي وقسم کراني الريفي وقسم طغامين الريفي.